# 増尾彩
増尾 彩（ますお あや、1963年 - ）は日本のAV女優である。

## 略歴
- 2006年頃にAVデビュー[要出典]。

### 代表作
代表作に｢友人の母」があり、多感な一人の少年が友人の母親に淡い恋心を抱くストーリー展開となっており、愛情の受けてである母親を演じている。近年では溜池ゴロー監督作品に多く出演している。

## 作品

### アダルトビデオ
- ザ・面接スーパースペシャル 89 熟女の「淫獣」 僕らの「紳士」（2006年2月11日、アテナ映像）…オムニバス作品 他出演:柴田ゆな、紫彩乃、葉山瑶子、大友園子、桜井恋
- 新ナンパ五十路 Part3 （2006年4月15日、フォーエバー）…オムニバス作品 他出演:片野百紀江、高杉サト
- 完熟オナニー 3 私の淫らな姿を見て （2006年4月22日、アカデミック）…オムニバス作品 他出演:米倉志帆、青木美里、日野麻理子、青山愛、嶋田奈々子、山田美奈子、刹那愛、常磐響子、南ももこ
- 母さんとしたい!  （2006年5月25日、マドンナ）
- 人妻痙攣水着人形 快楽蟻地獄 13 （2006年6月2日、映天）
- 僕のおばさん （2006年6月25日、マドンナ）
- 禁断不倫デート 6 （2006年7月5日、ステージメディア）…オムニバス作品 他出演:宮前レイコ 他
- 実録義母浪漫 3 （2006年7月24日、アカデミック…オムニバス作品）
- ミセス東京デート DV.6 （2006年8月5日、アカデミック）…オムニバス作品 他出演:田辺香織、望月加奈、石井あづさ
- 特選 友達の母 （2006年8月25日、マドンナ）
- 四十路の性 6 （2006年9月25日、マドンナ）…オムニバス作品 他出演:青木美里、佐野郁子
- マドンナ学園4 （2006年10月25日、マドンナ）…共演:翔田千里、青木美里、大城真澄、柊麗子、天霧真世
- 増尾彩さんを一日中、腰が抜けるまでオモチャにしました 増尾彩44歳 （2006年11月3日、映天）
- 人妻エステサロン （2006年11月25日、マドンナ）…共演:沢木あゆみ、川島れいこ、白鳥美鈴
- 人妻の性 （2007年1月25日、小林興業）
- 近親相姦シリーズ 淫母相姦 十一 （2007年1月31日、ドリームステージ）
- 美熟女の素顔 溜池ゴローが気に入った女優さん、増尾彩 （2007年4月13日、溜池ゴロー）
- ガチンコ 人妻合コン Part5 （2007年4月13日、グローリークエスト）…共演:水元優希、上野ひとみ、杉野真弓、朝倉麗子
- ワケアリ淫ら妻15人デラックス 3 （2007年5月5日、ステージメディア）…オムニバス作品 他出演:小峰真由美、木暮杏奈、川島めぐみ、新田亜希、二階堂美紀、近藤美樹、岡村あやの、ひろせかなこ、田原綾乃
- オナニー狂 増尾彩 44歳 （2007年7月4日、AVS）
- 近親相姦 母のお尻 増尾彩 45歳 （2007年9月8日、ルビー）
- 淫乱美熟女 最高の筆おろし!10 （2007年10月25日、マドンナ）…共演:白鳥美鈴
- 四十路の性 20 ～歴代オールスター集結SPECIAL～ （2007年12月7日、マドンナ）…共演:松浦ユキ、五月留美、椿美羚、大城真澄
- 美熟女画報 （2008年1月13日、溜池ゴロー）
- 友人の母 （2008年2月13日、溜池ゴロー）
- 三十路の義母 息子喰い （2008年2月23日、アカデミック）…オムニバス作品 他出演:福山洋子、深津映見、島野れいこ、宮田理沙、松田友美、白坂百合、新田亜希、葛西涼、奥田莉緒
- 義母奴隷 （2008年5月1日、溜池ゴロー）